# Leibstadt
Leibstadt é uma comuna da Suíça, situada no distrito de Zurzach, no cantão de Argóvia. Tem 6,39 km² de área e sua população em 2018 foi estimada em 1.325 habitantes.